# Obstetrical & Gynecological Survey
Obstetrical & Gynecological Survey, abgekürzt Obstet. Gynecol. Surv., ist eine wissenschaftliche Fachzeitschrift, die vom Lippincott Williams & Wilkins-Verlag veröffentlicht wird. Die Zeitschrift erscheint derzeit mit zwölf Ausgaben im Jahr. Es werden Arbeiten aus allen Bereichen der Gynäkologie veröffentlicht.
Der Impact Factor lag im Jahr 2014 bei 1,863. Nach der Statistik des ISI Web of Knowledge wird das Journal mit diesem Impact Factor in der Kategorie Gynäkologie und Geburtshilfe an 38. Stelle von 79 Zeitschriften geführt.